# NGC 6599
NGC 6599 (NGC 6600) é uma galáxia lenticular (S0) localizada na direcção da constelação de Hercules. Possui uma declinação de +24° 54' 47" e uma ascensão recta de 18 horas, 15 minutos e 42,9 segundos.
A galáxia NGC 6599 foi descoberta em 6 de Junho de 1864 por Albert Marth.